# Afrophisis dumosa
Afrophisis dumosa är en insektsart som först beskrevs av Karsch 1896.  Afrophisis dumosa ingår i släktet Afrophisis och familjen vårtbitare. Inga underarter finns listade i Catalogue of Life.